# Cataxia
Genre
Synonymes
- Homogona Rainbow, 1914
- Neohomogona Main, 1985

Cataxia est un genre d'araignées mygalomorphes de la famille des Idiopidae.

## Distribution
Les espèces de ce genre sont endémiques d'Australie.

## Liste des espèces
Selon World Spider Catalog (version 22.0, 19/02/2021) :
- Cataxia babindaensis Main, 1969
- Cataxia barrettae Rix, Bain, Main & Harvey, 2017
- Cataxia bolganupensis (Main, 1985)
- Cataxia colesi Rix, Bain, Main & Harvey, 2017
- Cataxia cunicularius (Main, 1983)
- Cataxia dietrichae Main, 1985
- Cataxia eungellaensis Main, 1969
- Cataxia maculata Rainbow, 1914
- Cataxia melindae Rix, Bain, Main & Harvey, 2017
- Cataxia pallida (Rainbow & Pulleine, 1918)
- Cataxia pulleinei (Rainbow, 1914)
- Cataxia sandsorum Rix, Bain, Main & Harvey, 2017
- Cataxia spinipectoris Main, 1969
- Cataxia stirlingi (Main, 1985)
- Cataxia victoriae (Main, 1985)

## Publication originale
- Rainbow, 1914 : « Studies in the Australian Araneidae. No. 6. The Terretelariae. » Records of the Australian Museum, vol. 10, p. 187-270 (texte intégral).